# Catasetum colossus
Catasetum colossus är en orkidéart som beskrevs av Rudolf Schlechter. Catasetum colossus ingår i släktet Catasetum och familjen orkidéer. Inga underarter finns listade i Catalogue of Life.